# Апостол Сила
Апостол Сила (грч. Σιλας) један од Седамдесет апостола, близак сарадник апостола Павла, живео је у I веку.

## Служба
Апостол Сила је у раној Цркви у Јерусалиму био веома поштован „међу браћом“  (Библија, Д. Апостолска, 15:22). Након службе у Јерусалиму 51.  година, заједно са Павлом и Варнавом је послат у  Антиохију, да проповеда Јеванђеље. У  Антиохији је ревносно помагао апостолу Павле у служби и мисионарским путовањима на којима су заједно проповедали Јеванђеље. У својим путовањима заједно су прошли Сирију, Киликију, Македонију, и Филипима, где су претрпели тешка мучења због својих проповеди. 
У Коринту је апостол Сила рукоположен за епископ. Тамо је, верно служио Господу, чинившим многа знамења и чудеса и завршио свој живот. 
Он је помогао апостолу Павлу у писању 1. и 2. Поосланице Солуњанима.